# Música popular brasileira
La música popular brasileira (littéralement « musique populaire brésilienne » en français), mieux connue sous le sigle MPB, est un genre musical brésilien ayant émergé au milieu des années 1960 en prolongement de la bossa nova. Au Brésil, cette musique est populaire surtout au sein de la classe moyenne urbaine.

## Histoire

Tom Jobim et Chico Buarque, 1968. Archives nationales du Brésil.

La MPB est lancée dans les années 1960 d'une tentative de revivifier les styles brésiliens traditionnels. Elle est popularisée par de nombreux shows télévisés qui ont contribué à la diffusion de cet acronyme. On considère qu'elle est née en 1965 au cours d'un show diffusé dans tout le pays, le Festival de Música Popular Brasileira. Elis Regina y interpréta la chanson Arrastão, composée par Vinícius de Moraes et Edu Lobo. Cette chanson remporte la médaille d'or et la chanteuse y gagne le prix de chant[réf. nécessaire]. Elis Regina enregistre ensuite cette chanson qui devient, à cette époque, la meilleure vente de singles de tous les temps au Brésil[réf. nécessaire]. Ce succès contribue à populariser le genre, et de nombreux artistes suivent alors le phénomène.
Au départ très influencée par la bossa nova, la MPB intègre une critique à peine voilée sur les injustices sociales, la répression gouvernementale, l'impérialisme et la concentration de la propriété terrienne aux mains d'une minorité, dans un contexte de dictature militaire (1964-1985). En 1985, la dictature disparue, la MPB devient la principale musique des classes moyennes urbaines du pays, et le terme fait toujours référence à une esthétique musicale[Laquelle ?].
En Europe, la pratique de plus en plus importante de la samba de gafieira favorise la diffusion de la MPB. Cette musique étant un des supports de cette danse.
De nombreux albums figurant sur la « liste des 100 meilleurs albums de musique brésilienne établie par Rolling Stone Brasil appartiennent à la catégorie MPB.

## Caractéristiques
Il existe une grande variété de genres dans la musique brésilienne, tels que la bossa nova, la música sertaneja, le forró, la lambada, la samba sans compter le rock, la pop, le rap, et l'électronique. La musique brésilienne « non classée » dans tous ces genres est dite MPB. En général mené par un chanteur ou une chanteuse de renom à la voix puissante accompagné(e) de plusieurs musiciens, un groupe de MPB interprète des chansons de compositeurs populaires. De réputation assez élitiste, elle est désormais le genre le moins « populaire » surtout en comparaison du sertanejo universitario ou du funk carioca[réf. nécessaire]. Le terme est parfois aussi utilisé pour désigner l'ensemble de la musique brésilienne.
La MPB inclut plus tard d'autres mélanges de rythmes tels que le rock, la soul, le funk et la samba (donnant naissance aux styles connus sous le nom de samba rock et samba funk), ainsi que la pop, avec des artistes célèbres tels que Gilberto Gil, Jorge Ben Jor, Tim Maia, Gal Costa, Milton Nascimento, Chico Buarque et d'autres encore, Gal Costa, Milton Nascimento, Chico Buarque et d'autres, et à la fin des années 1990, le mélange de musique latine influencé par le reggae et la samba, donnant naissance à un genre connu sous le nom de samba-reggae, ainsi que d'autres fusions telles que l'axé et le mangue beat.

## Groupes et artistes
Les groupes et artistes notables du genre incluent : Absyntho, Os Abelhudos, Agepê, Angélica, Guilherme Arantes, José Augusto, Banda Zero, Barão Vermelho, Bedeu, Paty Beijo, Maria Bethânia, Deborah Blando, Sylvinho Blau-Blau, Blitz, Jorge Ben Jor, Chico Buarque, Erasmo Carlos, Roberto Carlos, Biquíni Cavadão, Chitãozinho e Xororó, Gal Costa, Dalto, Djavan, Dominó, Egotrip, Engenheiros do Hawaii, Fábio Jr., Fagner, Falcão, Rosanah Fienngo, Frejat, Gaúcho da Fronteira, Gilberto Gil, Gretchen, Gilliard, Heróis da Resistência, Ira!, Joanna, Larissa e William, Roberto Leal, Nara Leão, Leandro e Leonardo, Ivan Lins, Lilian, Lobão, Tim Maia, Sérgio Mallandro, Mamonas Assassinas, Mara Maravilha, Paulo Massadas, Massacration, Patricia Marx, Milionário e José Rico, Mariana Froes, Marisa Monte, Markinhos Moura, Milton Nascimento, MPB4, Nenhum de Nós, Nelson Ned, Netinho, Dulce Nunes, Os Paralamas do Sucesso, Polegar, Zizi Possi, Rádio Táxi, Zé Ramalho, Sérgio Reis, Paulo Ricardo, Sérgio Ricardo, Ritchie, RPM, Almir Rogério, Roupa Nova, Sandra de Sá, Verônica Sabino, Emílio Santiago, Elymar Santos, Raul Seixas, Wilson Simonal, Waldick Soriano, Michael Sullivan, Tiririca, Titãs, Toquinho, Trem da Alegria, Trio Parada Dura, Ultraje a Rigor, Geraldo Vandré, Caetano Veloso, Wando, Xuxa, et Yahoo.